# 패니 로젠펠드
패니 ("보비") 로젠펠드(Fanny ("Bobbie") Rosenfeld, 1904년 12월 28일 ~ 1969년 11월 14일)는 캐나다의 육상 선수로 1928년 암스테르담 올림픽에서 400m 릴레이 금메달과 100m 은메달을 획득하였다. 그녀는 "반세기의 최고 캐나다 여성 육상 선수"로 불렸으며, 농구, 하키, 소프트볼과 테니스에도 뛰어났다. 캐나다의 첫 반세기 여성 선수(1900~50)로 선정된 그녀는 단발 머리로 "보비"라는 별명을 가졌다. 그녀의 명예를 가린 보비 로젠펠드 상이 있다.

## 어린 시절
러시아 제국 예카테리노슬라프(현재의 우크라이나 드니프로)의 유대인 집안에서 태어난 로젠펠드는 유아 시절에 가족과 함께 캐나다로 이주하여 온타리오주 배리에 정착하였다. 아버지 맥스는 고물에 관련된 비지니스를 경영하였고, 어머니는 집안을 관리하였다. 센트랄 학교와 배리 대학 연구소에서 수학하면서 스포츠에 우수한 실력을 보였다. 1922년 그녀의 가족은 토론토로 이주하였다. 레저 분야에 로젠펠드는 젊은 여성의 히브리 협회에 가입하여 그 농구 팀의 센터였다. 그해에 그 팀은 토론토와 온타리오 주립 선수권을 둘다 우승하였다.
1923년 100 야드(91m)에 들어가 캐나다 챔피언 로자 그로스를 꺾었다. 그해 후반에 캐나다 국립 시범경기에서 열린 육상 시합에 나갔다.

## 육상 경력
1925년 온타리오 주 여성 육상 선수권 대회에서 로젠펠드는 원반던지기, 포환던지기, 220 야드(200m), 최저 허들, 멀리뛰기에서 1위를 하고, 창던지기와 100 야드에서 2위를 하였다. 1920년대 중반에 그녀는 제자리멀리뛰기, 원반던지기, 창던지기와 포환던지기는 물론 CNE 릴레이 팀과 함께 440 야드(400m) 릴레이에서 국립 기록들을 보유하였다.
육상에 추가로 그녀는 토론토의 젊은 여성의 히브리 협회를 위해 농구를 하면서 2번이나 국내 선수권을 우승하였다. 아이스하키와 소프트볼에서 도시 선수권 팀들에서 활약하였고, 1924년 토론토 여성 잔듸 코트 테니스 선수권 대회의 타이틀을 주장하였다. 골프와 스피드스케이팅에도 시합에 나갔다.
1939년 봄에 로젠펠드는 랭글리의 호반 소프트볼 팀의 감독이었다. 매디슨 스퀘어 가든에서 팀은 14,000명의 팬들 앞에서 시범 경기를 가졌다.

### 하키
1920년대에 하키 선수였던 로젠펠드는 여성 하키의 더빙된 최고 선수였다. 1920년대와 1930년대 동안에 그녀는 캐나다의 가장 유명한 여성 하키 선수들 중의 하나였다. 1927년과 1929년 온타리오 주 챔피언 토론토 패터슨 패츠의 센터였다. 1924년 여성 온타리오 하키 협회로부터 도움을 받은 로젠펠드는 1934년부터 1939년까지 그 회장을 맡았다. 1936년 후순 안에 회장 뿐만이 아니라 수납인과 서기로서 근무하였다. 1931~32 시즌 동안에 온타리오 전국에서 가장 두드러진 여성 하키 선수로 숙고되었다.

### 올림픽
1928년 암스테르담 올림픽을 위한 선발 시합 동안에 로젠펠드는 다수의 국내 기록들을 세웠다. 이 기록들은 제자리멀리뛰기, 도움닫기 멀리뛰기와 원반던지기를 포함하였다. 그녀의 100m 기록은 당시 세계 기록보다 5분의 4초 느렸다. 100m에서 2위를 하다가 400m 릴레이에서 금메달을 획득하였다.

## 은퇴 후
그녀는 관절염을 일으키자 그 컨디션이 1933년 시합에 나가는 데 정치시켰다. 다음 해에 그녀는 잉글랜드 런던에서 열린 코먼웰스 게임에서 캐나다 여성 육상 팀의 코치였다. 1930년대에는 온타리오 주의 여성 소프트볼과 아이스하키에서 관리자와 심사를 맡았다. 1936년에 저널리즘에 주목을 돌려 글로브와 메일 신문의 스포츠부에서 일하기 시작하였다. 이듬해 《여성의 스포츠 릴》이라 불리는 난을 소개하여 여성 스포츠의 든든한 주창자가 되었다. 18년 동안 여성 스포츠를 보상한 로젠펠드는 1955년 캐나다 스포츠 명예의 전당에 헌액되었다.
64세의 나이로 토론토에서 사망하여 램턴 밀스 공동묘지에 안장되었다.